# Graben-Neudorf (stacja kolejowa)
Graben-Neudorf – stacja kolejowa w Graben-Neudorf, w kraju związkowym Badenia-Wirtembergia, w Niemczech. Znajdują się tu 3 perony.